# Mario Roberto Martínez
Pour les articles homonymes, voir Mario Martínez, Martínez et Roberto Martínez.
Mario Martínez (né le 30 juillet 1989 à San Pedro Sula, Honduras) est un footballeur international hondurien jouant au poste de milieu de terrain.

## Biographie

### En sélection
Il compte soixante-douze sélections pour cinq buts avec le Honduras. 

## Palmarès
Real España
- Champion du Honduras en Clausura 2007 et Apertura 2013